# Ponta do Sol (ilha do Príncipe)
Ponta do Sol é uma aldeia de São Tomé e Príncipe, localizada a Oeste da Ilha do Príncipe. Encontra-se nas proximidades da Praia Iõla e do Monte Sundy.